# Eurhynchium vaucheri
Eurhynchium vaucheri là một loài rêu trong họ Brachytheciaceae. Loài này được Lesq. Schimp. mô tả khoa học đầu tiên năm 1854.